# 샘 메닝
샘 메닝(Sam Menning, 1925년 1월 5일 ~ 2010년 3월 29일)은 미국의 사진가, 배우, 텔레비전 배우이다.
버뱅크에서 사망하였다.

## 영화
- 양파 무비 (2008년)
- 프레스티지 (2006년)
- 스피드웨이 정키 (1999년)
- 백색 살인 (1991년)
- 귀여운 악마 (1991년)
- 사랑의 기쁨 (1991년)
- 악령 (1990년)